# 馬庫斯·麥迪遜
馬庫斯·麥迪遜（英語：Marcus Maddison；1993年9月26日—）是一位英格蘭足球運動員。在場上的位置是中場。他現在效力於英格蘭足球甲級聯賽球隊彼得伯勒聯足球俱樂部。

## 外部連結
- 足球数据库：馬庫斯·麥迪遜的球员统计数据
- Soccerway資料庫：馬庫斯·麥迪遜